# Fuego sagrado (programa de televisión)
Fuego sagrado, también conocido como Fuego sagrado by Grill Master es un concurso de telerrealidad uruguayo que busca al mejor asador amateur del país. Emitido por Teledoce, se trata de una versión local del formato de Sony Pictures Television, Grillmasters. La conducción del programa está a cargo de Lucía Soria, quien a su vez, integra el jurado, junto a Aldo Cauteruccio y Federico Desseno. A partir de la 5.ª temporada se incorpora al jurado el especialista Sebastián Manito tras la salida de Federico Desseno.
Fue estrenado el 11 de mayo de 2021  inmediatamente después de Telemundo, y su primera temporada se transmitió todos los martes a las 21:15. El primer episodio logró ser lo más visto del día, al promediar 16,1 puntos de cuota de pantalla, según Kantar IBOPE Media. La segunda temporada se estrenó el 25 de agosto de 2022, también al finalizar Telemundo, emitiéndose todos los jueves en el mismo horario.

## Formato
Para la versión uruguaya, el formato original fue alterado para ajustarlo a la tradición local. Los concursantes deben mostrar su habilidad culinaria en la parrilla. Luego de definidos los 18 participantes, se los divide en 2 grupos de 9 concursantes. De esta forma, una semana participa el grupo A y la siguiente semana el grupo B. En cada programa los participantes del grupo compiten entre sí preparando los platos que el jurado solicite según la dinámica de la semana. Luego de probar todos los plato, el jurado evalúa quién fue el mejor plato del programa y le entrega a su autor el pin del "Aplauso al Asador"; además también determinan cuales son los 3 participantes que irán a la prueba de eliminación de 30 minutos, donde finalmente el participante que presente la peor preparación es eliminado de la competencia. Cuando a cada grupo semanal le quedan solamente 4 participantes, se los une a los 8 concursantes y comienzan a competir todos contra todos en cada semana con la misma dinámica de los programas iniciales, hasta llegar a la final donde se enfrentan los 3 mejores asadores.

## Equipo
Jueces
- Lucía Soria (2021 - presente): chef argentina radicada en Uruguay. Anterior jurado de MasterChef Uruguay, es propietaria de los restaurantes "Jacinto" y "Pizzería Rosa" en Montevideo.[9][10]
- Aldo Cauteruccio (2021 - presente): chef oficial de la selección de fútbol de Uruguay.[11]
- Sebastián Manito (2025-presente): asador profesional uruguayo, autor del "Manual de parrilla del Río de la Plata".[12]
- Federico Desseno (2021 - 2024): chef argentino radicado en Uruguay, propietario de los restaurantes "Marismo" y "Cantina del Vigía" de José Ignacio y Maldonado, respectivamente.[13]

Host digital
- Nadia Theoduloz (2024-presente): modelo y finalista de la tercera temporada.[14]
- Isabel Sanguinetti (2022-2023): influencer y conductora.[15]
- Camila Rajchman (2021): influencer y cantante, ex-vocalista de Rombai.[16]

Chef digital
- Esteban Batista (2024-presente): ex basquetbolista y campeón de la tercera temporada.[17]
- Juan José Etchevarne (2022-2023): ganador de la primera temporada.[18]
- Caio Cocina (2021): influencer de cocina.[19]

## Producción

### Casting
Las inscripciones en línea para concursar en la primera versión en español de Grillmaster, y la primera competencia de asadores en el Uruguay, comenzaron en febrero de 2021. Al casting se inscribieron 1200 aspirantes. En el mes de mayo de 2022 se habilitaron las inscripciones para participar de la segunda temporada.

### Rodaje y lanzamiento
El rodaje de la primera temporada de Fuego Sagrado comenzó el 15 de abril de 2021 en "La Baguala" Hotel & Chacras, a las afueras de Montevideo. Los primeros anuncios en televisión comenzaron a aparecer a mediados de febrero, mientras que la fecha de estreno fue anunciada por las redes sociales del programa, el 1 de mayo. Como parte de la promoción del programa, un día antes del debut, el equipo de Desayunos informales realizó una prueba en las parrillas.
Durante la final de la primera temporada, Lucía Soria anunció que en 2022 se realizaría la segunda temporada. La segunda temporada de Fuego Sagrado fue grabada a partir de julio de 2022 en la Antigua Planta de Ford Uruguay S.A., ubicada en el barrio Bella Vista de la ciudad de Montevideo. A partir de la tercera temporada, el programa fue grabado en el Espacio de Arte Contemporáneo, ubicado en el barrio La Comercial de la ciudad de Montevideo.

## Temporadas
| Temporada | Temporada | Programas | Participantes | Estreno                 | Final                   | Ganadores            | Audiencia |
| --------- | --------- | --------- | ------------- | ----------------------- | ----------------------- | -------------------- | --------- |
|           | 1         | 16        | 18            | 11 de mayo de 2021      | 25 de agosto de 2021    | Juan José Etchevarne | -         |
|           | 2         | 16        | 18            | 25 de agosto de 2022    | 8 de diciembre de 2022  | Melina Valladarez    | -         |
|           | 3         | 16        | 18            | 7 de septiembre de 2023 | 21 de diciembre de 2023 | Esteban Batista      | -         |
|           | 4         | 16        | 19            | 29 de agosto de 2024    | 12 de diciembre de 2024 | Pablo Magno          | -         |
|           | 5         | 16        | 18            | 14 de julio de 2025     |                         |                      | -         |

## Participantes

### Primera temporada (2021)
| Nombre               | Procedencia   | Profesión                             | Resultado       |
| -------------------- | ------------- | ------------------------------------- | --------------- |
| Juan José Etchevarne | Parque Batlle | Feriante                              | Ganador         |
| Alejandro Acland     | Young         | Electricista                          | Finalista       |
| Andrea Martínez      | Nuevo París   | Repostera                             | 3.er lugar      |
| Jessica Francia      | La Barra      | Ama de casa                           | 15.ta eliminada |
| Manuel Sarkis        | Tala          | Médico veterinario                    | 14.to eliminado |
| Pipo Rodríguez       | Malvín Norte  | Profesor de matemática                | 13.er eliminado |
| María Silvia Cabrera | Los Cerrillos | Peluquera jubilada                    | 12.va eliminada |
| Soledad Butierre     | Salinas       | Ayudante de cocina                    | 11.va eliminada |
| Julio Borsa          | Cordón        | Chofer de bus                         | 10.mo eliminado |
| Sebastián Zerbino    | Parque Rodó   | Lic. en administración de empresas    | 9.no eliminado  |
| Jaquelin Ricca       | Tarariras     | Emprendedora de indumentaria infantil | 8.va eliminada  |
| Verónica Birnbaun    | Jacinto Vera  | Dueña de un catering                  | 7.ma eliminada  |
| Andrés González      | Palermo       | Administrador de un hostel            | 6.to eliminado  |
| Pablo Criado         | Montevideo    | Dueño de una rotisería                | 5.to eliminado  |
| Cristhian Marshall   | Solymar       | Analista de comercio exterior         | 4.to eliminado  |
| Laurita Brian        | San Jacinto   | Productora de nueces pecan            | 3.ra eliminada  |
| Pablo Gayoso         | Montevideo    | Instalador de persianas y aberturas   | 2.do eliminado  |
| Kike Sabor           | Montevideo    | Comerciante                           | 1.er eliminado  |

### Segunda temporada (2022)
| Nombre             | Procedencia    | Profesión                 | Resultado       |
| ------------------ | -------------- | ------------------------- | --------------- |
| Melina Valladarez  | Punta del Este | Artista                   | Ganadora        |
| Fabricio Mojica    | Durazno        | Supervisor deosado        | Finalista       |
| Lewis Rochón       | Salto          | Rematador jubilado        | 3.er lugar      |
| Agustín Parodi     | Pinares        | Gerente de club deportivo | 15.to eliminado |
| Victoriana Andrade | Toledo         | Auxiliar de cocina        | 14.ta eliminada |
| Ahinela Errecart   | San José       | Empleada pública          | 13.ra eliminada |
| Florencia Lamas    | Treinta y Tres | Cardióloga                | 12.va eliminada |
| Katya Ayala        | Malvín         | Empresaria                | 11.va eliminada |
| Felipe Dios        | Haras del Lago | Emprendedor               | 10.mo eliminado |
| Israel Zelayes     | Marindia       | Panadero                  | 9.no eliminado  |
| Claudia de Mello   | Nueva Helvecia | Cocinera                  | 8.va eliminada  |
| Sebastián Cámera   | Buceo          | Fotógrafo                 | 7.mo eliminado  |
| Bettiana Méndez    | Las Piedras    | Esteticista               | 6.ta eliminada  |
| Enrique Larrañaga  | Maldonado      | Campeón de tiro           | 5.to eliminado  |
| Rafael Iglesias    | Montevideo     | Emprendedor               | 4.to eliminado  |
| Jorge Oddone       | Unión          | Vendedor                  | 3.er eliminado  |
| Cristian Becerra   | Malvín Norte   | Constructor               | 2.do eliminado  |
| Guillermo Ghemi    | Cerrito        | Youtuber                  | 1.er eliminado  |

### Tercera temporada (2023)
| Nombre             | Edad    | Profesión                         | Resultado       |
| ------------------ | ------- | --------------------------------- | --------------- |
| Esteban Batista    | 41 años | Ex basquetbolista                 | Ganador         |
| Nadia Theoduloz    | 38 años | Modelo                            | Finalista       |
| Gaucho Influencer  | 37 años | Influencer y comediante           | 3.er lugar      |
| Gonzalo Moreira    | 70 años | Músico, compositor y productor    | 14.to eliminado |
| María José Álvarez | 37 años | Cantante                          | 13.ra eliminada |
| Gustavo Cordera    | 63 años | Cantante, músico y compositor     | 1.er abandono   |
| Lucía Rodríguez    | 44 años | Actriz, comediante y presentadora | 12.va eliminada |
| Matías Valdez      | 30 años | Cantante, músico y compositor     | 11.vo eliminado |
| Claudia García     | 55 años | Periodista y conductora           | 10.ma eliminada |
| Diego Domínguez    | 34 años | Actor y Humorista                 | 9.no eliminado  |
| Luciana González   | 40 años | Actriz y presentadora             | 8.va eliminada  |
| Rodolfo Castañares | 52 años | Peluquero                         | 7.mo eliminado  |
| Jorge Seré         | 64 años | Exfutbolista                      | 6.to eliminado  |
| Katja Thomsen      | 43 años | Exmodelo, abogada y pintora       | 5.ta eliminada  |
| Lina Pacella       | 67 años | Peluquera y empresaria            | 4.ta eliminada  |
| Lucho Romero       | 57 años | Exfutbolista                      | 3.er eliminado  |
| Karina Vignola     | 49 años | Actriz y conductora de TV         | 2.da eliminada  |
| Guillermo Lockhart | 48 años | Conductor de TV y escritor        | 1.er eliminado  |

### Cuarta temporada (2024)
| Nombre                | Edad    | Profesión                                  | Resultado       |
| --------------------- | ------- | ------------------------------------------ | --------------- |
| Pablo Magno           | 38 años | Humorista y comunicador                    | Ganador         |
| Denise Casaux         | 31 años | Actriz y humorista                         | Finalista       |
| Candelaria de la Cruz | 22 años | Actriz                                     | 3.er lugar      |
| Federico Magallanes   | 48 años | Exfutbolista                               | 15.to eliminado |
| Rubén Sosa            | 58 años | Exfutbolista                               | 14.to eliminado |
| Antonela Lima         | 28 años | Modelo y Miss Uruguay                      | 13.ra eliminada |
| Pablo Oyhenart        | 36 años | Humorista y comunicador                    | 12.do eliminado |
| Paola Bianco          | 48 años | Presentadora, actriz y bailarina           | 11.va eliminada |
| Mario del Puerto      |         | Consultor de imagen, diseñador y estilista | 1.er abandono   |
| Leticia Cohen         | 44 años | Actriz y humorista                         | 10.ma eliminada |
| Eunice Castro         | 52 años | Actriz, modelo y bailarina                 | 9.na eliminada  |
| Catalina Ferrand      | 49 años | Actriz y presentadora                      | 8.va eliminada  |
| Yessy López           | 47 años | Vedette, comunicadora y tatuadora          | 7.ma eliminada  |
| Ignacio Obes          | 40 años | Cantante                                   | 6.to eliminado  |
| Christian Font        | 45 años | Periodista, actor y docente                | 5.to eliminado  |
| Fernando Cristino     | 38 años | Relacionista público y productor de moda   | 4.to eliminado  |
| Marcel Keoroglián     | 53 años | Músico, humorista y actor                  | 3.er eliminado  |
| Lucila Rada           | 42 años | Actriz, cantante y comunicadora            | 2.da eliminada  |
| Leo Sanguinetti       | 39 años | Periodista                                 | 1.er eliminado  |

### Quinta temporada (2025)
| Nombre                   | Edad    | Procedencia            | Profesión                       | Resultado      |
| ------------------------ | ------- | ---------------------- | ------------------------------- | -------------- |
| Alejandro Matiaude       | 57 años | Progreso               | Ferretero                       | En competencia |
| Daniela Bonica           | 47 años | Paysandú               | Comerciante y asesora de imagen | En competencia |
| Danny Chacón             | 37 años | Táriba                 | Auditor financiero              | En competencia |
| Federico Carbone         | 43 años | Rincón del Colorado    | Pizzero y emprendedor           | En competencia |
| Gastón "Ronco" Olivera   | 37 años | La Teja                | Comediante                      | En competencia |
| Gonzalo "Talo" Martirené | 30 años | Montevideo             | Diseñador creativo              | En competencia |
| Karen Silva              | 32 años | Rivera                 | Emprendedora y vedette          | En competencia |
| Natalia Pintos           | 38 años | Rivera                 | Psicóloga                       | En competencia |
| Raquel Álvarez           | 43 años | Colonia Nicolich       | Cocinera y emprendedora         | En competencia |
| Rosa Álvarez             | 65 años | Santa Lucía del Este   | Jubilada                        | En competencia |
| Roxana "Roxi" Lorda      | 42 años | Colonia del Sacramento | Cocinera                        | En competencia |
| Sebastián Rotunno        | 26 años | Montevideo             | Estudiante de administración    | En competencia |
| Rodrigo García           | 48 años | Punta Carretas         | Empresario                      | 6.to eliminado |
| Sergio Jones             | 52 años | Playa Pascual          | Carnicero                       | 5.to eliminado |
| Pedro Conti              | 67 años | Ombúes de Lavalle      | Ingeniero agrónomo              | 4.to eliminado |
| Pablo Cortelezzi         | 39 años | Maroñas                | Herrero                         | 3.er eliminado |
| Elizabeth "Liz" Martínez | 62 años | Solymar                | Cartógrafa                      | 2.da eliminada |
| Leonardo Dutra           | 35 años | Capurro                | Rematador                       | 1.er eliminado |

## Viajeros a la Carta
Fue un especial de 3 capítulos emitido por Teledoce los días miércoles a las 22:30 entre el 1 de diciembre y el 15 de diciembre de 2021. En él, Lucía Soria y Juan José Etchevarne, jueza y ganador de la primera temporada de Fuego Sagrado respectivamente, recorrieron la comunidad española de Galicia de norte a sur, buscando orígenes y sabores.

## Premios y nominaciones
| Año  | Premiación    | Categoría                          | Dirigido      | Resultado | Refs.  |
| ---- | ------------- | ---------------------------------- | ------------- | --------- | ------ |
| 2021 | Premios Produ | Mejor Concurso Extranjero Adaptado | Fuego Sagrado | Nominado  | [ 31 ] |